# Airbnb
Airbnb és una plataforma que permet publicar, descobrir i reservar diferents allotjaments. Disposa de 800.000 propietats en més de 192 països repartides en 33.000 ciutats d'arreu del món. Es va crear a finals de l'any 2008 i avui dia és un dels recursos més buscats sobretot per viatgers.
Airbnb va ser fundada al novembre del 2008 per Brian Chesky, Joe Gebbia i Nathan Blecharczyk a San Francisco, Califòrnia. El finançament original es va aconseguir a partir de la contribució de diferents empreses. Més tard, Greylock Partners, Sequoia Capital i el famós actor Ashton Kutcher van invertir en l'empresa.

## Com funciona?
Airbnb és un mercat en línia que ofereix lloguer d'una casa o apartament durant les vacances que connecta el propietari de l'habitatge amb usuaris que cerquen llogar l'espai. Els usuaris s'han de registrar a Airbnb donant una adreça de correu electrònic i un telèfon vàlids. Es pot accedir a Airbnb a través del seu lloc web o descarregant l'aplicació per Android i iOS. El funcionament per reservar un espai durant un període consisteix a entrar a la plataforma, escollir el destí, les dates i les preferències (casa sencera, habitació privada o habitació compartida) i seleccionar l'habitatge que més s'adapti al perfil cercat. Després cal posar-se en contacte amb el propietari per fer la reserva i el pagament.
Els perfils inclouen detalls com ara opinions dels usuaris i les connexions socials compartides per construir una reputació i la confiança entre els usuaris del mercat. Altres elements del perfil Airbnb inclouen recomanacions dels usuaris i un sistema de missatgeria privada.
A més de proporcionar informació personal, els propietaris mostren els detalls de l'habitatge que inclouen el preu, els serveis, les regles de la casa, les imatges i la informació detallada sobre el seu barri.
Des de 2008, el lloc web s'ha desenvolupat per incloure connexions socials que treuen les dades dels serveis de xarxes socials com Facebook. Al maig de 2011, el lloc descobert més de 300 milions de connexions entre Airbnb i els grups d'usuaris de Facebook.

## Companyia
Airbnb té les seves dotze oficines a Barcelona (Espanya), Berlín (Alemanya), Copenhaguen (Dinamarca), Dublín (Irlanda), Londres (Regne Unit), Milà (Itàlia), Moscou (Rússia), París (França), San Francisco (Estats Units), São Paulo (Brasil), Singapur i Sydney (Austràlia).
Els principals ingressos d'Airbnb provenen de les quotes de servei de reserves. Les tarifes varien entre el 6% i el 12% depenent del preu de la reserva. Airbnb també carrega al propietari el 3% de cada hoste per cada pagament amb targeta de crèdit.
El març de 2014, la companyia va anunciar plans per obrir un nou "centre d'operacions" per a Amèrica del Nord a Portland, Oregon. L'estiu del 2014 va indicar que les oficines centrals romandrien a San Francisco.

## Creixement
Al febrer de 2011, Airbnb va anunciar la seva reserva número 1.000.000 des de la seva creació a l'agost del 2008. Després, al gener del 2012, va anunciar la seva Airbnb reserva número 5.000.000. Al juny del 2012, la companyia va anunciar 10 milions de nits reservades, duplicant el seu negoci en 5 mesos. D'aquests reserves, el 75% del negoci prové dels mercats fora dels Estats Units.
A l'octubre del 2013, Airbnb havia atès nou milions de persones des de la seva fundació l'agost de 2008. El desembre del 2013, la companyia va informar que hi havia més de sis milions de clients nous, i prop de 250.000 propietats es van afegir el mateix any.

## Cooperació i gestió
Aquesta aplicació és gestionada a través del que es coneix com a "sharing economy", economia col·laborativa, una nova manera d'interactuar comercialment. El "Sharing economy" resol les necessitats dels clients d'una manera diferent del mercat tradicional, és a dir, és una concepció diferent del comerç: la relació de persona a persona. Permet als usuaris trobar allò que cerquen contactant directament amb algú que busca el contrari, d'aquesta manera apareixen nous serveis com ara compartir cases o apartaments, cotxes, electrodomèstics, i tota mena de béns. En aquest procés hi haurà un intercanvi monetari, però molt més econòmic. Internet fa que sigui més barat empatar l'oferta amb la demanda i a més ofereix beneficis extra als propietaris que ofereixen els seus béns en lloguer.

## Legislació
En algunes ciutats, les lleis restringeixen la capacitat per allotjar hostes a canvi de diners durant períodes curts. Aquestes lleis solen formar part dels codis urbanístics o administratius de la ciutat en qüestió. En moltes, t'has d'inscriure en el registre, aconseguir un permís o obtenir una llicència abans de poder publicar el teu anunci o acceptar reserves. També és possible que alguns tipus de reserves a curt termini estiguin prohibides. Cada govern aplica aquestes lleis de formes diferents. Les sancions poden anar des de multes a altres tipus d'imposicions. Aquestes lleis poden ser confuses.
En algunes jurisdiccions, serà Airbnb qui s'encarregui de calcular, recaptar i fer el pagament dels impostos sobre l'allotjament en el nom de l'interessat. Aquests impostos es calculen de forma diferent en funció de la jurisdicció. S'ha de ser conscient que abans de publicar un anunci a Airbnb l'usuari s'ha d'informar bé de la seva legislació local.

### Problemàtiques
A causa d'aquestes confusions hi ha hagut diferents problemàtiques legals en aquesta plataforma d'intercanvi d'allotjament. Per exemple, a Nova York està prohibit llogar un allotjament per un període inferior a 30 dies, excepte si els propietaris hi viuen. En teoria això s'ha aplicat per protegir els residents i per donar seguretat al turista però Airbnb no hi està a favor i segueix treballant de la mateixa manera.
Tot comença l'any 2011 quan Dave Gooden (blogger competidor) dubta de la plataforma per primera vegada després d'un informe negatiu d'un client on declarava que un hoste li havia robat i destrossat l'apartament i Airbnb no va donar-li solució al problema i van desentendre's de compensar-li els danys causats. Més tard, després de veure la reacció dels usuaris, van rectificar la seva posició i va demanar a l'usuari que retirés la denúncia contra la seva voluntat.
Després d'aquest incident altres clients van exposar altres problemàtiques personals que havien viscut arran de l'aplicació. Per exemple, la destrossa de cases, els robatoris de diners i de coses materials, etc.
A partir d'aquí, la companyia va posar en marxa un servei d'atenció al client de 24 hores per revisar les activitats sospitoses i va posar en funcionament un seguit de mesures de seguretat. També va contractar, l'any 2012, una assegurança amb Lloyd's of London per prevenir els futurs problemes ocasionats.
Airbnb és una plataforma que va aparèixer per innovar en el turisme i forma part de l'economia col·laborativa.